# ニコラス (17世紀の日本人修道士)
ニコラス・デ・サン・アウグスティノ（Nicolas de San Agustín、 ? - 1611年11月30日）は、17世紀のカトリック教会修道士。ロシア・モスクワを訪れた最初の日本人（日系人）とされる。

## 経歴
幼時に日本人の両親と共にルソン島のマニラへ移住したという。生年は不明だが、中村喜和は、1570年代 - 1580年代とする推定を「おそらくあたっていよう」と記している。
洗礼を受けて修道誓願し、1594年、ポルトガル人アウグスチノ会士ニコラス・デ・メロ（ニコラス・メロ・イ・モラン）神父（1550年-1614年）より修道士名ニコラスを与えられ助修道士となる。
1596年、マニラのアウグスチノ会はローマでの総会に、管区代表としてフアン・タマヨ（Juan Tamayo）、ディエゴ・デ・ゲバラ（Diego de Guevara）の2神父を送ることとなった。ところが搭乗した船が漂着し、サン＝フェリペ号事件として知られる大問題を起してしまう。2神父のマニラ帰還後、アウグスチノ会は改めてニコラス神父とその弟子ニコラス助修道士の2人のローマ派遣を決定した。事件の余波で対日感情が悪化し、ルソン各地から日本人が追放されていたという。
1597年、インドのゴア経由で欧州に向かうが、この時期のゴアでは欧州渡航便を得られず、ホルムズに渡って陸路での欧州行きを目指した。1599年、イスファハーンでサファヴィー朝アッバース1世の歓待を受け、その対オスマン帝国での欧州各国への外交政策のためローマ教皇クレメンス8世、スペイン王フェリペ3世宛て親書を預かり、1600年、イングランド人アンソニー・シャーリー、ロバート・シャーリー兄弟らも参加した使節団に同行する。使節団はカスピ海を渡りヴォルガ川を遡上してニジニ・ノヴゴロドからボリス・ゴドゥノフ治下のモスクワに入る。ニコラス神父は一行のフランシスコ会士アルフォンソ（Alfonso Cordero）と仲が悪く、唆されたアンソニー・シャーリーにロシア役人の面前で殴打されている。
これらから使節団を離れた2人は、ミラノ出身の高名な宮廷侍医パオロ・チッタディーニ宅に寄宿するが、同家で行ったカトリック式洗礼が反カトリック気運の高いロシア宮廷に嫌悪されたともいわれ、1601年、白海オネガ湾のソロフキ島修道院に幽閉された。動乱時代の混乱で幽閉は続き、ヴァシーリー4世の命で1606年、ヤロスラヴリのボリソグレブスキー修道院に移され、1610年、ニジニ・ノヴゴロドに再度移された。1611年、ポーランドの侵攻で反カトリック感情の高まった同市で、刑場に引き出され改宗を強要されたが、ニコラス助修道士は師を庇って処刑された。
ニコラス神父はアストラハンに流され、マリナ・ムニシュフヴナの庇護を受けたが、1614年に処刑されたという。
2人の殉教は、1623年にミュンヘンで出版されたニコラ・トリゴー神父の著書『日本殉教録』の一節に掲載された。